# 1550
| [ Edytuj tabelę ]              | |
| Król Polski                    | - 1530 Zygmunt II August 1572 |
| Współksiążęta Andory           | - 1534 Francisco de Urríes 1551 - 1517 Henryk II 1555 |
| Król Anglii                    | - 1547 Edward VI 1553 |
| Władca Azteków                 | - 1541 Diego de San Francisco Tehuetzquitizin 1554 |
| Elektor Brandenburgii          | - 1535 Joachim II Hektor 1571 |
| Książę Bawarii                 | - 1508 Wilhelm IV 1550 - 1550 Albrecht V 1579 |
| Sułtan Brunei                  | - 1521 Abdul Kahar 1575 |
| Cesarz Chin                    | - 1521 Jiajing 1566 |
| Król Czech                     | - 1526 Ferdynand I Habsburg 1564 |
| Król Danii                     | - 1534 Chrystian III 1559 |
| Dalajlama                      | - 1543 Sonam Gjaco 1588 |
| Cesarz Etiopii                 | - 1540 Klaudiusz 1559 |
| Król Francji                   | - 1547 Henryk II 1559 |
| Król Hiszpanii                 | - 1516 Karol I 1556 |
| Hrabia Holandii                | - 1515 Karol I Habsburg 1555 |
| Szach Iranu                    | - 1524 Tahmasp I 1576 |
| Państwo Wielkich Mogołów       | - 1545 Islam Szah Suri 1553 |
| Władca Inków                   | - 1545 Sayri Tupac 1558 |
| Król Irlandii                  | - 1547 Edward VI Tudor 1553 |
| Cesarz Japonii                 | - 1526 Go-Nara 1557 |
| Kalif                          | - 1520 Sulejman I 1566 |
| Patriarcha Konstantynopola     | - 1546 Dionizy II 1555 |
| Władca Korei                   | - 1545 Myŏngjong 1567 |
| Wielki książę litewski         | - 1530 Zygmunt August 1569 |
| Sułtan Maroka                  | - 1549 Muhammad asz-Szajch 1554 |
| Senior Monako                  | - 1532 Honoriusz I 1581 |
| Król Nawarry                   | - 1516 Henryk II 1555 |
| Król Norwegii                  | - 1534 Chrystian III 1559 |
| Sułtan Omanu                   | - 1529 Bakarat ibn Muhammad 1560 |
| Elektor Palatynatu             | - 1544 Fryderyk II 1556 |
| Papież                         | - 1550 Juliusz III 1555 |
| Książę Parmy                   | - 1547 Oktawiusz Farnese 1556 |
| Król Portugalii                | - 1521 Jan III 1557 |
| Książę w Prusach               | - 1525 Albrecht 1568 |
| Car Rosji                      | - 1547 Iwan IV Groźny 1584 |
| Cesarz Rzymski (niemiecki)     | - 1519 Karol V Habsburg 1558 |
| Kapitanowie Regenci San Marino | - 1549 Bartolo Belluzzi Rinaldo di Giovanni Baldi 1550 - 1550 Polinoro Lunardini Biagio di Matteo Tura 1550 - 1550 Gio. Antonio Leonardelli Cristofaro di Marino Giangi 1551 |
| Elektor Saksonii               | - 1547 Maurycy Wettyn 1553 |
| Król Szkocji                   | - 1542 Maria Stuart 1567 |
| Król Szwecji                   | - 1521 Gustaw I Waza 1560 |
| Król Tajlandii                 | - 1548 Phra Maha Chakkraphat 1568 |
| Sułtan Turków                  | - 1520 Sulejman Wspaniały 1566 |
| Doża Wenecji                   | - 1545 Francesco Donato 1553 |
| Król Węgier                    | - 1526 Ferdynand I 1564 - 1540 Jan II Zygmunt Zápolya 1571 |

Rok 1550 / MDL
stulecia: XV wiek ~
XVI wiek ~
XVII wiek

lata: 1540 «
1545 «
1546 «
1547 «
1548 «
1549 «
1550
» 1551
» 1552
» 1553
» 1554
» 1555
» 1560

## Wydarzenia w Polsce
- 15 maja-26 lipca – w Piotrkowie obradował sejm[1].
- 9 października – na wieży wrocławskiego ratusza umieszczono zegar z pozytywką.
- 7 grudnia – odbyła się koronacja Barbary Radziwiłłówny, żony polskiego króla Zygmunta Augusta.
- Rada Miejska Poznania podpisała z włoskim architektem Janem Baptystą Quadro umowę o budowie nowego ratusza.
- Zwolennik reformacji Franciszek Stankar został schwytany i uwięziony na zamku w Lipowcu, pełniącym rolę biskupiego więzienia[2].

## Wydarzenia na świecie
- 7 lutego – Juliusz III został wybrany papieżem.
- 12 marca – Hiszpanie rozgromili Indian z plemienia Mapuche w bitwie pod Penco w Chile.
- 12 czerwca – założono Helsinki.
- 5 października – Chile: założono miasto Concepción.
- W państwie moskiewskim została przeprowadzona reforma wojskowa. Utworzono stałe oddziały wojskowe.
- Na Węgrzech i w Siedmiogrodzie wprowadzono reformację.
- Powstało miasto Ramallah.

## Urodzili się
- 12 kwietnia – Edward de Vere, znany z tego, że przypisuje mu się posługiwanie pseudonimem William Szekspir (zm. 1604)
- 8 maja – Jan I Wittelsbach, hrabia palatyn i książę Palatynatu-Zweibrücken (zm. 1604).
- 25 maja – Kamil de Lellis, założyciel zakonu kamilianów, święty Kościoła katolickiego, patron szpitali, chorych, pielęgniarek i pielęgniarzy (zm. 1614)
- 27 czerwca – Karol IX Walezjusz, król Francji 1560–1574 z dynastii Walezjuszów (zm. 1574)
- 3 lipca – Jacobus Gallus, renesansowy kompozytor pochodzenia słoweńskiego, autor muzyki sakralnej (zm. 1591)
- 13 lipca – Erik Larsson Sparre, kanclerz Szwecji i członek Rady Królestwa (zm. 1600)
- 6 sierpnia – Enrico Caetani, włoski kardynał (zm. 1599)
- 29 września – Joachim Fryderyk legnicko-brzeski, książę brzeski z dynastii Piastów (zm. 1602)
- 10 września – Alonso Perez de Guzman el Bueno, książę Medina-Sidonia, hiszpański XVI-wieczny arystokrata (zm. 1615).
- 30 września – Michael Maestlin, niemiecki matematyk i astronom (zm. 1631)
- 1 października – Anna od św. Bartłomieja, hiszpańska Błogosławiona Kościoła katolickiego (zm. 1626)
- 2 października – Rudolf Acquaviva, włoski Błogosławiony Kościoła katolickiego (zm. 1583)
- 4 października – Karol IX Sudermański, król Szwecji (zm. 1611)
- 6 listopada – Katarzyna Månsdotter, królowa Szwecji, żona władcy Szwecji Eryka XIV (zm. 1612).
- 28 grudnia – Vicente Espinel, hiszpański poeta i muzyk (zm. 1624)
- data dzienna nieznana: 
  - Veit Bach, założyciel muzycznej rodziny Bachów (zm. 1619)
  - Willem Barents, holenderski żeglarz i podróżnik (zm. 1597)
  - Mikołaj Bobola, polski szlachcic i rycerz (zm. ok. 1610)
  - Emilio de’ Cavalieri, kompozytor włoski muzyki baroku (zm. 1602)
  - John Davis (żeglarz), angielski żeglarz i odkrywca (zm. 1605)
  - Jan Januszowski, sekretarz królewski Zygmunta Augusta (zm. 1613)
  - Jan Jędrzejowski, dowódca oddziału rycerskiego (zm. 1597)
  - Stanisław Kostka, polski jezuita, święty Kościoła katolickiego, patron polskich dzieci i młodzieży (zm. 1568)
  - Jan Andrzej Krasiński, kanonik gnieźnieński i krakowski (zm. 1612)
  - John Napier, szkocki matematyk, wprowadził do matematyki przecinek dziesiętny i logarytmy (zm. 1617) (data sporna lub przybliżona)
  - Guaman Poma, historyk, kronikarz pochodzenia indiańskiego (Peru) (zm. 1616)
  - Jan Tarnowski (prymas Polski), arcybiskup gnieźnieński i prymas Polski (zm. 1605)

## Zmarli
- 8 marca – Jan Boży, założyciel zakonu bonifratrów, święty katolicki, patron szpitali, chorych, pielęgniarek, strażaków i księgarzy (ur. 1495)
- 26 października – Samuel Maciejowski, kanclerz wielki koronny, biskup krakowski (ur. 1499?)
- 7 listopada – Jón Arason, biskup Hólaru, ostatni katolicki biskup Islandii (ur. 1484)